# Sakon Nakhon
Sakon Nakhon (Thai: สกลนคร, auch: Sakon Nakhorn, früher: Nong Han Luang) ist eine Großstadt (เทศบาลนครสกลนคร) in der thailändischen Provinz Sakon Nakhon. Sie ist die Hauptstadt der Provinz Sakon Nakhon.
Sakon Nakhon ist das gesellschaftliche, politische und wirtschaftliche Zentrum innerhalb einer Region von mehreren hundert Quadratkilometern, die Stadt selbst hat 53.763 Einwohner (Stand 2013).

## Herkunft des Namens
Sakon stammt aus dem Sanskrit sakala (Devanagari: सकल) und bedeutet ganz, allumfassend, und Nakhon stammt aus dem Sanskrit nagara (Devanagari: नगर) mit der Bedeutung Stadt. Im übertragenen Sinne bedeutet Sakon Nakhon also Stadt der Städte.

## Geographie

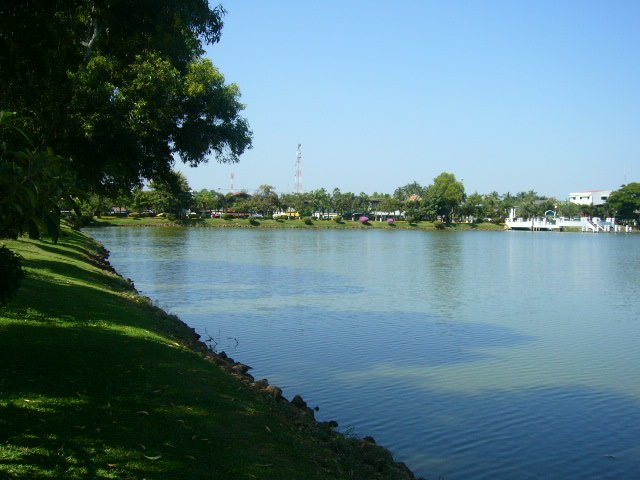
Am Ufer des Nong Han

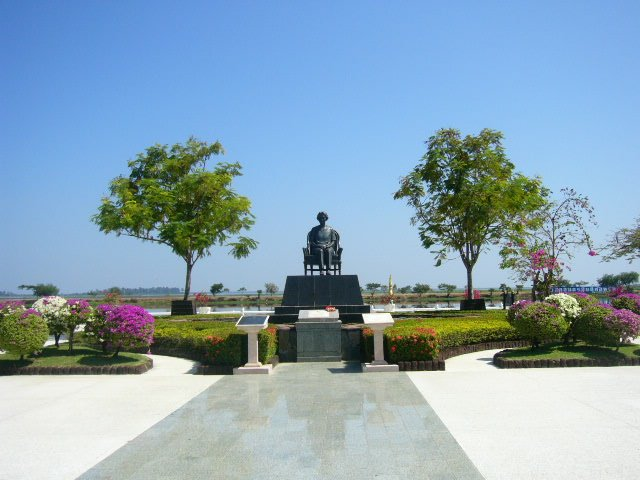
Statue der Prinzessin-Mutter Srinagarindra

Die Provinz Sakon Nakhon liegt in der Nordostregion von Thailand, dem so genannten Isan.
Die nimmt die Fläche des Unterbezirks (Tambon) That Choeng Chum (ธาตุเชิงชุม) ein und ist von der Hauptstadt Bangkok etwa 650 Kilometer entfernt. Sie liegt am Rand der Tiefebene des Mekong, südlich und westlich der Stadt schließt sich eine bewaldete Berglandschaft an. Sakon Nakhon liegt am Nong-Han-See, dem mit einer Fläche von 125,2 km² größten natürlichen See in Nordost-Thailand.

## Verkehr
In Sakon Nakhon (ca. 5 Kilometer westlich des Zentrums) gibt es einen Regionalflughafen: den Flughafen Sakon Nakhon (SNO).

## Bildungseinrichtungen
In bzw. bei Sakon Nakhon gibt es zwei Universitäten: die Rajabhat-Universität Sakon Nakhon (etwa 6 Kilometer außerhalb des Stadtzentrums) und den Chaloem-Phra-Kiat-Campus Sakon Nakhon der Kasetsart-Universität (etwa 20 Kilometer nördlich der Stadt).

## Religion
In Sakon Nakhon befindet sich die Missionsstation und der Sitz der Diözesanverwaltung des römisch-katholischen Erzbistums Thare und Nonseng. Deren Hauptkirche, die Erzengel-Michael-Kathedrale steht allerdings in dem kleinen Ort Tha Rae (ท่าแร่) auf der gegenüberliegenden Seite des Nong-Han-Sees, daher auch der Name.

## Sehenswürdigkeiten

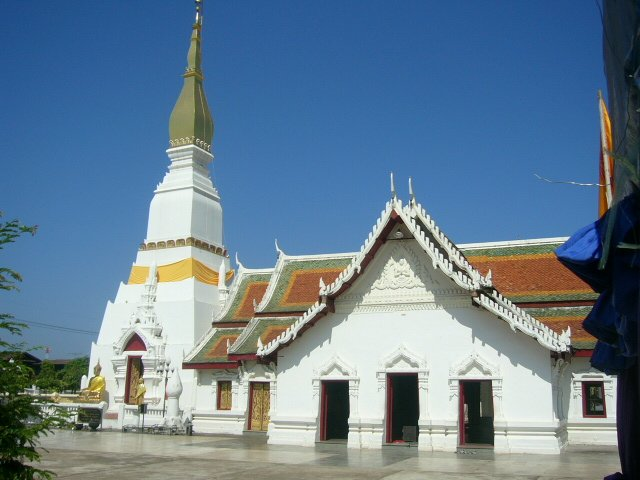
Wat Phra That Choeng Chum

- Der Wat Phra That Choeng Chum – ein weißer, 24 Meter hoher That (das laotische Äquivalent des thailändischen Chedi) über einer im Innern noch erkennbaren alten Chedi aus dem 16. Jahrhundert.
- Der große See Nong Han im Norden der Stadt mit einem Erholungspark (Chaloem-Phra-Kiat-Park) und einem kleinen Hafen; die Kasetsart-Universität betreibt hier ein Zentrum zur Zucht und Erforschung von Wasserpflanzen, dessen Lotus- und Seerosenteiche auch von Besuchern besichtigt werden können; am westlichen Ufer liegt der verfallene That Dum, ein Tempel aus der Khmer-Zeit.

## Persönlichkeiten
- Kriangkrai Chasang (* 1988), Fußballspieler
- Piyachanok Darit (* 1992), Fußballspieler
- Sakda Fai-in (* 1991), Fußballspieler
- Ronnayod Mingmitwan (* 1998), Fußballspieler
- Supaphorn Prompinit (* 1989), Fußballspieler
- Jakkrapong Sanmahung (* 2002), Fußballspieler
- Netipong Sanmahung (* 1996), Fußballspieler
- Warut Supphaso (* 1986), Fußballspieler
- Settawut Wongsai (* 1997), Fußballspieler